# Aftokinitodromos 27
Der Aftokinitodromos 27 / Αυτοκινητόδρομος 27 (griechisch für ‚Autobahn 27‘) ist eine griechische Autobahn und führt als Fortsetzung der mazedonischen Halbautobahn A3 von der mazedonisch-griechischen Grenze bei Niki zur Autobahn 2 bei Kozani. Die Autobahn ist seit Mai 2016 teilweise fertiggestellt.